# Viola hymettia
Viola hymettia Boiss. & Heldr. – gatunek roślin z rodziny fiołkowatych (Violaceae). Występuje naturalnie na obszarze od Półwyspu Iberyjskiego po Zakaukazie i południe europejskiej części Rosji. Epitet gatunkowy pochodzi prawdopodobnie od pasma górskiego Hymet położonego w Attyce, na południowy wschód od Aten. 

## Rozmieszczenie geograficzne
Rośnie naturalnie na obszarze od Półwyspu Iberyjskiego po Zakaukazie i południe europejskiej części Rosji. Został zaobserwowany między innymi w Portugalii, Hiszpanii, południowej Francji, Włoszech, Chorwacji, Albanii, Grecji, Rumunii, Turcji, na Ukrainie i południu europejskiej części Rosji. Z Francji podawany jest tylko z departamentu Var. We Włoszech występuje w Lacjum, Abruzji, Apulii, w prowincji Basilicata, na Sycylii, a także prawdopodobnie w Kalabrii. W Turcji jest obserwowany w Tracji. 

## Morfologia
PokrójRoślina jednoroczna dorastająca do 3–10 (niekiedy do 20) cm wysokości.
LiścieBlaszka liściowa liści odziomkowych ma jajowato okrągławy kształt, natomiast liście łodygowe są podługowato łyżeczkowate. Mierzy 1,5–2 cm długości, jest karbowana na brzegu, ma nasadę od stłumionej do tępej i tępy wierzchołek. Ogonek liściowy jest nagi. Przylistki są pierzasto-sieczne, gdzie środkowa klapka jest podobna do liści i wyraźnie dłuższa od pozostałych.
KwiatyPojedyncze, wyrastające z kątów pędów, osadzone na szypułkach o długości 4–5 cm. Mają działki kielicha o równowąsko lancetowatym kształcie. Korona kwiatu mierzy 1–1,5 cm średnicy. Płatki są odwrotnie jajowate, około dwa razy dłuższe od działek, żółte z dwoma górnymi płatkami o purpurowej barwie lub wszystkie płatki są purpurowe, dolny płatek posiada obłą i grubą ostrogę o długości 3-4 mm.
OwoceTorebki.

## Biologia i ekologia
Rośnie na łąkach, polanach leśnych i terenach skalistych. Występuje na wysokości od 200 do 1600 m n.p.m. Kwitnie w różnych częściach zasięgu od marca do maja lub od maja do czerwca. 